# Wilhelm Oxenius
Wilhelm Oxenius (ur. 9 września 1912 w Kassel, zm. 13 sierpnia 1979) – niemiecki oficer, służący podczas II wojny światowej.

## Życiorys
Był adiutantem generała-pułkownika (Generaloberst) Alfreda Jodla podczas II wojny światowej. Służył również w sztabie Grupy Pancernej Zachód we Francji w czerwcu 1944 r. 
Wilhelm Oxenius był członkiem delegacji, która 7 maja 1945 roku podpisała w Reims akt kapitulacji III Rzeszy.
Był jeńcem wojennym od 10 maja 1945 do 3 stycznia 1948.
Zmarł w 1979 r. w wieku 66 lat.